# Hetesi István
Hetesi István (Barcs, 1941. december 15.) magyar irodalomtörténész, egyetemi tanár. Az irodalomtudományok kandidátusa (1986).

## Életpályája
Szülei: Hetesi István és Majoros Rozália. 1960–1965 között a József Attila Tudományegyetem Bölcsészettudományi Karának magyar-orosz szakos hallgatója volt. 1965-től 10 évig középiskolában tanított. 1975-től 15 évig a Pécsi Tanárképző Főiskola illetve a Janus Pannonius Tudományegyetem orosz tanszékén dolgozott. 1990–1999 között a Janus Pannonius Tudományegyetem Bölcsészettudományi Karának klasszikus irodalomtörténet és összehasonlító irodalomtudomány tanszékén volt docens, 1999–2007 között egyetemi tanár. 1998-ban habilitált. 2000–2006 között a Magyar Tudományos Akadémia Irodalomtudományi Bizottságának tagja volt. 2007-ben nyugdíjba vonult.
Kutatási területe: a XIX. századi orosz irodalom, Turgenyev munkássága, valamint a magyar-orosz irodalmi kapcsolatok és a komparatisztika.

## Művei (válogatás)
- Orosz irodalom a XIX. században. Szöveggyűjtemény 1-2.; szerk. Borisz Jefimovics Cseremiszin, Diana Vlagyimirovna Abaseva, Hetesi István; Tankönyvkiadó, Bp., 1990
- Turgenyev. A hősök és a „randevú” az írói pálya első felében; Tankönyvkiadó, Bp., 1990
- Művek, kapcsolódások. Puskin- és Turgenyev-tanulmányok; Pro Pannonia, Pécs, 1999 (Pannónia könyvek)
- „Hamlet mi vagyunk”. Tanulmányok (a) Hamlet európai recepciójának történetéből; szerk. Hetesi István; Janus–Gondolat, Pécs–Bp., 2004 (Janus/Gondolat könyvtár Irodalom)

## Díjak, elismerések
- Széchenyi professzor ösztöndíjas (2000-2003)
- Aranydiploma (=Díszoklevél a Szegedi Tudományegyetemtől; 2015. szeptember 19.)[1][2]